# Chūō Shinkansen
El Chuo Shinkansen (中央新幹線?) es una línea de alta velocidad de levitación magnética (maglev) en construcción entre Tokio y Nagoya, con planes de extensión a Osaka. Su sección inicial estará entre las estaciones de Shinagawa en Tokio y Nagoya, con estaciones en Sagamihara, Kōfu, Iida y Nakatsugawa. Se espera que la línea conecte Tokio y Nagoya en 40 minutos, y finalmente Tokio y Osaka en 67 minutos, operando a una velocidad máxima de 505 km/h. Alrededor del 90% de la línea de 286 kilómetros a Nagoya se construirá bajo tierra o a través de túneles, con un radio mínimo de curva de 8,000 m y una pendiente máxima del 4% (1 en 25).
El Chūō Shinkansen es la culminación del desarrollo del maglev japonés desde la década de 1970, un proyecto financiado por el gobierno e iniciado por Japan Airlines y los antiguos Ferrocarriles Nacionales Japoneses (JNR). Central Japan Railway Company (JR Central) opera en la actualidad las instalaciones y la investigación. La línea está destinada a construirse ampliando e incorporando la pista de prueba existente en Yamanashi.
El 27 de mayo de 2011 el gobierno otorgó el permiso para continuar con la construcción. La construcción de la línea, que se espera que cueste más de ¥9 billones, comenzó en 2014. JR Central tiene como objetivo comenzar el servicio comercial entre Tokio y Nagoya en 2027, con la sección Nagoya-Osaka originalmente planeada para 2037. Sin embargo, el gobierno planea otorgar fondos adicionales para acelerar la construcción de la línea en hasta 8 años de tiempo en la sección a Osaka.